# Едуардо Лара
Едуардо Лара Лосано (ісп. Eduardo Lara Lozano, нар. 4 вересня 1959, Калі, Колумбія) — колумбійський футбольний тренер, останньою командою якого була збірна Сальвадору.

## Кар'єра тренера
Розпочав тренерську кар'єру 2000 року, очоливши тренерський штаб клубу «Бока Хуніорс» (Калі), де пропрацював не повний рік.
З 2003 по 2011 рік працював головним тренером юнацьких та молодіжних збірних Колумбії всіх рівнів. А протягом 2008—2010 років очолював національну збірну Колумбії.
2012 року став головним тренером команди «Америка де Калі», яку тренував один рік.
Згодом протягом 2015–2016 років очолював тренерський штаб молодіжної збірної Сальвадору (U-20).
Протягом тренерської кар'єри також очолював команди клубів «Експресо Пальміра», «Депортес Кіндіо» та «Бояка Чико».
З 2016 по 2017 рік очолював тренерський штаб національної збірної Сальвадору, яка під його керівництвом кваліфікувалася до участі у Золотому кубку КОНКАКАФ 2017 року, де дійшла до стадії чвертьфіналів.

## Титули і досягнення
- Чемпіон Південної Америки (U-20): 2005
- Бронзовий призер Центральноамериканських ігор: 2017